# 燒灰爐村
22°11′15.81″N 113°32′14.87″E / 22.1877250°N 113.5374639°E
| 所在堂區 | 風順堂區                                                               |
| 區內街道 | - 羅飛勒前地 - 灰爐石級 - 燒灰爐街 - 公園街 (澳門) - 灰爐斜巷 - 西灣街 |
| 外圍街道 | - 南灣大馬路 - 民國大馬路 - 何鴻燊博士大馬路                           |

| 北 ↑                                                                              |
| ■ 花地瑪堂區 ■ 聖安多尼堂區 ■ 望德堂區 ■ 風順堂區 ■ 大堂區 ■ 氹仔 ■ 路氹城 ■ 路環 |

| 行車道 行人道 隧道# 水體         | 綠化區 海洋 — 海岸線 |
| 建築物/地點 建築物/地點 (附名字) |                      |
| 本街區範圍#                      |                      |

| #：以半透明顯示 |

| 行車道 行人道 隧道# 水體         | 綠化區 海洋 — 海岸線 |
| 建築物/地點 建築物/地點 (附名字) |                      |
| 本街區範圍#                      |                      |

| #：以半透明顯示 |

| 北 ↑                                                                              |
| ■ 花地瑪堂區 ■ 聖安多尼堂區 ■ 望德堂區 ■ 風順堂區 ■ 大堂區 ■ 氹仔 ■ 路氹城 ■ 路環 |

| 行車道 行人道 隧道# 水體         | 綠化區 海洋 — 海岸線 |
| 建築物/地點 建築物/地點 (附名字) |                      |
| 本街區範圍#                      |                      |

| #：以半透明顯示 |

| 行車道 行人道 隧道# 水體         | 綠化區 海洋 — 海岸線 |
| 建築物/地點 建築物/地點 (附名字) |                      |
| 本街區範圍#                      |                      |

| #：以半透明顯示 |

| 北 ↑                                                                              |
| ■ 花地瑪堂區 ■ 聖安多尼堂區 ■ 望德堂區 ■ 風順堂區 ■ 大堂區 ■ 氹仔 ■ 路氹城 ■ 路環 |

| 行車道 行人道 隧道# 水體         | 綠化區 海洋 — 海岸線 |
| 建築物/地點 建築物/地點 (附名字) |                      |
| 本街區範圍#                      |                      |

| #：以半透明顯示 |

| 行車道 行人道 隧道# 水體         | 綠化區 海洋 — 海岸線 |
| 建築物/地點 建築物/地點 (附名字) |                      |
| 本街區範圍#                      |                      |

| #：以半透明顯示 |

| 北 ↑                                                                              |
| ■ 花地瑪堂區 ■ 聖安多尼堂區 ■ 望德堂區 ■ 風順堂區 ■ 大堂區 ■ 氹仔 ■ 路氹城 ■ 路環 |

| 行車道 行人道 隧道# 水體         | 綠化區 海洋 — 海岸線 |
| 建築物/地點 建築物/地點 (附名字) |                      |
| 本街區範圍#                      |                      |

| #：以半透明顯示 |

| 行車道 行人道 隧道# 水體         | 綠化區 海洋 — 海岸線 |
| 建築物/地點 建築物/地點 (附名字) |                      |
| 本街區範圍#                      |                      |

| #：以半透明顯示 |

| 北 ↑                                                                              |
| ■ 花地瑪堂區 ■ 聖安多尼堂區 ■ 望德堂區 ■ 風順堂區 ■ 大堂區 ■ 氹仔 ■ 路氹城 ■ 路環 |

| 行車道 行人道 隧道# 水體         | 綠化區 海洋 — 海岸線 |
| 建築物/地點 建築物/地點 (附名字) |                      |
| 本街區範圍#                      |                      |

| #：以半透明顯示 |

| 行車道 行人道 隧道# 水體         | 綠化區 海洋 — 海岸線 |
| 建築物/地點 建築物/地點 (附名字) |                      |
| 本街區範圍#                      |                      |

| #：以半透明顯示 |

| 北 ↑                                                                              |
| ■ 花地瑪堂區 ■ 聖安多尼堂區 ■ 望德堂區 ■ 風順堂區 ■ 大堂區 ■ 氹仔 ■ 路氹城 ■ 路環 |

| 行車道 行人道 隧道# 水體         | 綠化區 海洋 — 海岸線 |
| 建築物/地點 建築物/地點 (附名字) |                      |
| 本街區範圍#                      |                      |

| #：以半透明顯示 |

| 行車道 行人道 隧道# 水體         | 綠化區 海洋 — 海岸線 |
| 建築物/地點 建築物/地點 (附名字) |                      |
| 本街區範圍#                      |                      |

| #：以半透明顯示 |

| 北 ↑                                                                              |
| ■ 花地瑪堂區 ■ 聖安多尼堂區 ■ 望德堂區 ■ 風順堂區 ■ 大堂區 ■ 氹仔 ■ 路氹城 ■ 路環 |

| 行車道 行人道 隧道# 水體         | 綠化區 海洋 — 海岸線 |
| 建築物/地點 建築物/地點 (附名字) |                      |
| 本街區範圍#                      |                      |

| #：以半透明顯示 |

| 行車道 行人道 隧道# 水體         | 綠化區 海洋 — 海岸線 |
| 建築物/地點 建築物/地點 (附名字) |                      |
| 本街區範圍#                      |                      |

| #：以半透明顯示 |

| 北 ↑                                                                              |
| ■ 花地瑪堂區 ■ 聖安多尼堂區 ■ 望德堂區 ■ 風順堂區 ■ 大堂區 ■ 氹仔 ■ 路氹城 ■ 路環 |

| 行車道 行人道 隧道# 水體         | 綠化區 海洋 — 海岸線 |
| 建築物/地點 建築物/地點 (附名字) |                      |
| 本街區範圍#                      |                      |

| #：以半透明顯示 |

| 行車道 行人道 隧道# 水體         | 綠化區 海洋 — 海岸線 |
| 建築物/地點 建築物/地點 (附名字) |                      |
| 本街區範圍#                      |                      |

| #：以半透明顯示 |

| 北 ↑                                                                              |
| ■ 花地瑪堂區 ■ 聖安多尼堂區 ■ 望德堂區 ■ 風順堂區 ■ 大堂區 ■ 氹仔 ■ 路氹城 ■ 路環 |

| 行車道 行人道 隧道# 水體         | 綠化區 海洋 — 海岸線 |
| 建築物/地點 建築物/地點 (附名字) |                      |
| 本街區範圍#                      |                      |

| #：以半透明顯示 |

| 行車道 行人道 隧道# 水體         | 綠化區 海洋 — 海岸線 |
| 建築物/地點 建築物/地點 (附名字) |                      |
| 本街區範圍#                      |                      |

| #：以半透明顯示 |

| 北 ↑                                                                              |
| ■ 花地瑪堂區 ■ 聖安多尼堂區 ■ 望德堂區 ■ 風順堂區 ■ 大堂區 ■ 氹仔 ■ 路氹城 ■ 路環 |

| 行車道 行人道 隧道# 水體         | 綠化區 海洋 — 海岸線 |
| 建築物/地點 建築物/地點 (附名字) |                      |
| 本街區範圍#                      |                      |

| #：以半透明顯示 |

| 行車道 行人道 隧道# 水體         | 綠化區 海洋 — 海岸線 |
| 建築物/地點 建築物/地點 (附名字) |                      |
| 本街區範圍#                      |                      |

| #：以半透明顯示 |

| 北 ↑                                                                              |
| ■ 花地瑪堂區 ■ 聖安多尼堂區 ■ 望德堂區 ■ 風順堂區 ■ 大堂區 ■ 氹仔 ■ 路氹城 ■ 路環 |

| 行車道 行人道 隧道# 水體         | 綠化區 海洋 — 海岸線 |
| 建築物/地點 建築物/地點 (附名字) |                      |
| 本街區範圍#                      |                      |

| #：以半透明顯示 |

| 行車道 行人道 隧道# 水體         | 綠化區 海洋 — 海岸線 |
| 建築物/地點 建築物/地點 (附名字) |                      |
| 本街區範圍#                      |                      |

| #：以半透明顯示 |

| 北 ↑                                                                              |
| ■ 花地瑪堂區 ■ 聖安多尼堂區 ■ 望德堂區 ■ 風順堂區 ■ 大堂區 ■ 氹仔 ■ 路氹城 ■ 路環 |

| 行車道 行人道 隧道# 水體         | 綠化區 海洋 — 海岸線 |
| 建築物/地點 建築物/地點 (附名字) |                      |
| 本街區範圍#                      |                      |

| #：以半透明顯示 |

| 行車道 行人道 隧道# 水體         | 綠化區 海洋 — 海岸線 |
| 建築物/地點 建築物/地點 (附名字) |                      |
| 本街區範圍#                      |                      |

| #：以半透明顯示 |

| 北 ↑                                                                              |
| ■ 花地瑪堂區 ■ 聖安多尼堂區 ■ 望德堂區 ■ 風順堂區 ■ 大堂區 ■ 氹仔 ■ 路氹城 ■ 路環 |

| 行車道 行人道 隧道# 水體         | 綠化區 海洋 — 海岸線 |
| 建築物/地點 建築物/地點 (附名字) |                      |
| 本街區範圍#                      |                      |

| #：以半透明顯示 |

| 行車道 行人道 隧道# 水體         | 綠化區 海洋 — 海岸線 |
| 建築物/地點 建築物/地點 (附名字) |                      |
| 本街區範圍#                      |                      |

| #：以半透明顯示 |

| 北 ↑                                                                              |
| ■ 花地瑪堂區 ■ 聖安多尼堂區 ■ 望德堂區 ■ 風順堂區 ■ 大堂區 ■ 氹仔 ■ 路氹城 ■ 路環 |

| 行車道 行人道 隧道# 水體         | 綠化區 海洋 — 海岸線 |
| 建築物/地點 建築物/地點 (附名字) |                      |
| 本街區範圍#                      |                      |

| #：以半透明顯示 |

| 行車道 行人道 隧道# 水體         | 綠化區 海洋 — 海岸線 |
| 建築物/地點 建築物/地點 (附名字) |                      |
| 本街區範圍#                      |                      |

| #：以半透明顯示 |

| 北 ↑                                                                              |
| ■ 花地瑪堂區 ■ 聖安多尼堂區 ■ 望德堂區 ■ 風順堂區 ■ 大堂區 ■ 氹仔 ■ 路氹城 ■ 路環 |

| 行車道 行人道 隧道# 水體         | 綠化區 海洋 — 海岸線 |
| 建築物/地點 建築物/地點 (附名字) |                      |
| 本街區範圍#                      |                      |

| #：以半透明顯示 |

| 行車道 行人道 隧道# 水體         | 綠化區 海洋 — 海岸線 |
| 建築物/地點 建築物/地點 (附名字) |                      |
| 本街區範圍#                      |                      |

| #：以半透明顯示 |

| 北 ↑                                                                              |
| ■ 花地瑪堂區 ■ 聖安多尼堂區 ■ 望德堂區 ■ 風順堂區 ■ 大堂區 ■ 氹仔 ■ 路氹城 ■ 路環 |

| 行車道 行人道 隧道# 水體         | 綠化區 海洋 — 海岸線 |
| 建築物/地點 建築物/地點 (附名字) |                      |
| 本街區範圍#                      |                      |

| #：以半透明顯示 |

| 行車道 行人道 隧道# 水體         | 綠化區 海洋 — 海岸線 |
| 建築物/地點 建築物/地點 (附名字) |                      |
| 本街區範圍#                      |                      |

| #：以半透明顯示 |

| 所在堂區 | 風順堂區                                                               |
| 區內街道 | - 羅飛勒前地 - 灰爐石級 - 燒灰爐街 - 公園街 (澳門) - 灰爐斜巷 - 西灣街 |
| 外圍街道 | - 南灣大馬路 - 民國大馬路 - 何鴻燊博士大馬路                           |

| 北 ↑                                                                              |
| ■ 花地瑪堂區 ■ 聖安多尼堂區 ■ 望德堂區 ■ 風順堂區 ■ 大堂區 ■ 氹仔 ■ 路氹城 ■ 路環 |

| 行車道 行人道 隧道# 水體         | 綠化區 海洋 — 海岸線 |
| 建築物/地點 建築物/地點 (附名字) |                      |
| 本街區範圍#                      |                      |

| #：以半透明顯示 |

| 行車道 行人道 隧道# 水體         | 綠化區 海洋 — 海岸線 |
| 建築物/地點 建築物/地點 (附名字) |                      |
| 本街區範圍#                      |                      |

| #：以半透明顯示 |

| 北 ↑                                                                              |
| ■ 花地瑪堂區 ■ 聖安多尼堂區 ■ 望德堂區 ■ 風順堂區 ■ 大堂區 ■ 氹仔 ■ 路氹城 ■ 路環 |

| 行車道 行人道 隧道# 水體         | 綠化區 海洋 — 海岸線 |
| 建築物/地點 建築物/地點 (附名字) |                      |
| 本街區範圍#                      |                      |

| #：以半透明顯示 |

| 行車道 行人道 隧道# 水體         | 綠化區 海洋 — 海岸線 |
| 建築物/地點 建築物/地點 (附名字) |                      |
| 本街區範圍#                      |                      |

| #：以半透明顯示 |

| 北 ↑                                                                              |
| ■ 花地瑪堂區 ■ 聖安多尼堂區 ■ 望德堂區 ■ 風順堂區 ■ 大堂區 ■ 氹仔 ■ 路氹城 ■ 路環 |

| 行車道 行人道 隧道# 水體         | 綠化區 海洋 — 海岸線 |
| 建築物/地點 建築物/地點 (附名字) |                      |
| 本街區範圍#                      |                      |

| #：以半透明顯示 |

| 行車道 行人道 隧道# 水體         | 綠化區 海洋 — 海岸線 |
| 建築物/地點 建築物/地點 (附名字) |                      |
| 本街區範圍#                      |                      |

| #：以半透明顯示 |

| 北 ↑                                                                              |
| ■ 花地瑪堂區 ■ 聖安多尼堂區 ■ 望德堂區 ■ 風順堂區 ■ 大堂區 ■ 氹仔 ■ 路氹城 ■ 路環 |

| 行車道 行人道 隧道# 水體         | 綠化區 海洋 — 海岸線 |
| 建築物/地點 建築物/地點 (附名字) |                      |
| 本街區範圍#                      |                      |

| #：以半透明顯示 |

| 行車道 行人道 隧道# 水體         | 綠化區 海洋 — 海岸線 |
| 建築物/地點 建築物/地點 (附名字) |                      |
| 本街區範圍#                      |                      |

| #：以半透明顯示 |

| 北 ↑                                                                              |
| ■ 花地瑪堂區 ■ 聖安多尼堂區 ■ 望德堂區 ■ 風順堂區 ■ 大堂區 ■ 氹仔 ■ 路氹城 ■ 路環 |

| 行車道 行人道 隧道# 水體         | 綠化區 海洋 — 海岸線 |
| 建築物/地點 建築物/地點 (附名字) |                      |
| 本街區範圍#                      |                      |

| #：以半透明顯示 |

| 行車道 行人道 隧道# 水體         | 綠化區 海洋 — 海岸線 |
| 建築物/地點 建築物/地點 (附名字) |                      |
| 本街區範圍#                      |                      |

| #：以半透明顯示 |

| 北 ↑                                                                              |
| ■ 花地瑪堂區 ■ 聖安多尼堂區 ■ 望德堂區 ■ 風順堂區 ■ 大堂區 ■ 氹仔 ■ 路氹城 ■ 路環 |

| 行車道 行人道 隧道# 水體         | 綠化區 海洋 — 海岸線 |
| 建築物/地點 建築物/地點 (附名字) |                      |
| 本街區範圍#                      |                      |

| #：以半透明顯示 |

| 行車道 行人道 隧道# 水體         | 綠化區 海洋 — 海岸線 |
| 建築物/地點 建築物/地點 (附名字) |                      |
| 本街區範圍#                      |                      |

| #：以半透明顯示 |

| 北 ↑                                                                              |
| ■ 花地瑪堂區 ■ 聖安多尼堂區 ■ 望德堂區 ■ 風順堂區 ■ 大堂區 ■ 氹仔 ■ 路氹城 ■ 路環 |

| 行車道 行人道 隧道# 水體         | 綠化區 海洋 — 海岸線 |
| 建築物/地點 建築物/地點 (附名字) |                      |
| 本街區範圍#                      |                      |

| #：以半透明顯示 |

| 行車道 行人道 隧道# 水體         | 綠化區 海洋 — 海岸線 |
| 建築物/地點 建築物/地點 (附名字) |                      |
| 本街區範圍#                      |                      |

| #：以半透明顯示 |

| 北 ↑                                                                              |
| ■ 花地瑪堂區 ■ 聖安多尼堂區 ■ 望德堂區 ■ 風順堂區 ■ 大堂區 ■ 氹仔 ■ 路氹城 ■ 路環 |

| 行車道 行人道 隧道# 水體         | 綠化區 海洋 — 海岸線 |
| 建築物/地點 建築物/地點 (附名字) |                      |
| 本街區範圍#                      |                      |

| #：以半透明顯示 |

| 行車道 行人道 隧道# 水體         | 綠化區 海洋 — 海岸線 |
| 建築物/地點 建築物/地點 (附名字) |                      |
| 本街區範圍#                      |                      |

| #：以半透明顯示 |

| 北 ↑                                                                              |
| ■ 花地瑪堂區 ■ 聖安多尼堂區 ■ 望德堂區 ■ 風順堂區 ■ 大堂區 ■ 氹仔 ■ 路氹城 ■ 路環 |

| 行車道 行人道 隧道# 水體         | 綠化區 海洋 — 海岸線 |
| 建築物/地點 建築物/地點 (附名字) |                      |
| 本街區範圍#                      |                      |

| #：以半透明顯示 |

| 行車道 行人道 隧道# 水體         | 綠化區 海洋 — 海岸線 |
| 建築物/地點 建築物/地點 (附名字) |                      |
| 本街區範圍#                      |                      |

| #：以半透明顯示 |

| 北 ↑                                                                              |
| ■ 花地瑪堂區 ■ 聖安多尼堂區 ■ 望德堂區 ■ 風順堂區 ■ 大堂區 ■ 氹仔 ■ 路氹城 ■ 路環 |

| 行車道 行人道 隧道# 水體         | 綠化區 海洋 — 海岸線 |
| 建築物/地點 建築物/地點 (附名字) |                      |
| 本街區範圍#                      |                      |

| #：以半透明顯示 |

| 行車道 行人道 隧道# 水體         | 綠化區 海洋 — 海岸線 |
| 建築物/地點 建築物/地點 (附名字) |                      |
| 本街區範圍#                      |                      |

| #：以半透明顯示 |

| 北 ↑                                                                              |
| ■ 花地瑪堂區 ■ 聖安多尼堂區 ■ 望德堂區 ■ 風順堂區 ■ 大堂區 ■ 氹仔 ■ 路氹城 ■ 路環 |

| 行車道 行人道 隧道# 水體         | 綠化區 海洋 — 海岸線 |
| 建築物/地點 建築物/地點 (附名字) |                      |
| 本街區範圍#                      |                      |

| #：以半透明顯示 |

| 行車道 行人道 隧道# 水體         | 綠化區 海洋 — 海岸線 |
| 建築物/地點 建築物/地點 (附名字) |                      |
| 本街區範圍#                      |                      |

| #：以半透明顯示 |

| 北 ↑                                                                              |
| ■ 花地瑪堂區 ■ 聖安多尼堂區 ■ 望德堂區 ■ 風順堂區 ■ 大堂區 ■ 氹仔 ■ 路氹城 ■ 路環 |

| 行車道 行人道 隧道# 水體         | 綠化區 海洋 — 海岸線 |
| 建築物/地點 建築物/地點 (附名字) |                      |
| 本街區範圍#                      |                      |

| #：以半透明顯示 |

| 行車道 行人道 隧道# 水體         | 綠化區 海洋 — 海岸線 |
| 建築物/地點 建築物/地點 (附名字) |                      |
| 本街區範圍#                      |                      |

| #：以半透明顯示 |

| 北 ↑                                                                              |
| ■ 花地瑪堂區 ■ 聖安多尼堂區 ■ 望德堂區 ■ 風順堂區 ■ 大堂區 ■ 氹仔 ■ 路氹城 ■ 路環 |

| 行車道 行人道 隧道# 水體         | 綠化區 海洋 — 海岸線 |
| 建築物/地點 建築物/地點 (附名字) |                      |
| 本街區範圍#                      |                      |

| #：以半透明顯示 |

| 行車道 行人道 隧道# 水體         | 綠化區 海洋 — 海岸線 |
| 建築物/地點 建築物/地點 (附名字) |                      |
| 本街區範圍#                      |                      |

| #：以半透明顯示 |

| 北 ↑                                                                              |
| ■ 花地瑪堂區 ■ 聖安多尼堂區 ■ 望德堂區 ■ 風順堂區 ■ 大堂區 ■ 氹仔 ■ 路氹城 ■ 路環 |

| 行車道 行人道 隧道# 水體         | 綠化區 海洋 — 海岸線 |
| 建築物/地點 建築物/地點 (附名字) |                      |
| 本街區範圍#                      |                      |

| #：以半透明顯示 |

| 行車道 行人道 隧道# 水體         | 綠化區 海洋 — 海岸線 |
| 建築物/地點 建築物/地點 (附名字) |                      |
| 本街區範圍#                      |                      |

| #：以半透明顯示 |

| 北 ↑                                                                              |
| ■ 花地瑪堂區 ■ 聖安多尼堂區 ■ 望德堂區 ■ 風順堂區 ■ 大堂區 ■ 氹仔 ■ 路氹城 ■ 路環 |

| 行車道 行人道 隧道# 水體         | 綠化區 海洋 — 海岸線 |
| 建築物/地點 建築物/地點 (附名字) |                      |
| 本街區範圍#                      |                      |

| #：以半透明顯示 |

| 行車道 行人道 隧道# 水體         | 綠化區 海洋 — 海岸線 |
| 建築物/地點 建築物/地點 (附名字) |                      |
| 本街區範圍#                      |                      |

| #：以半透明顯示 |

| 北 ↑                                                                              |
| ■ 花地瑪堂區 ■ 聖安多尼堂區 ■ 望德堂區 ■ 風順堂區 ■ 大堂區 ■ 氹仔 ■ 路氹城 ■ 路環 |

| 行車道 行人道 隧道# 水體         | 綠化區 海洋 — 海岸線 |
| 建築物/地點 建築物/地點 (附名字) |                      |
| 本街區範圍#                      |                      |

| #：以半透明顯示 |

| 行車道 行人道 隧道# 水體         | 綠化區 海洋 — 海岸線 |
| 建築物/地點 建築物/地點 (附名字) |                      |
| 本街區範圍#                      |                      |

| #：以半透明顯示 |

燒灰爐村是澳門一個已消失的古老村落，位於澳門半島風順堂區東部、西灣與南灣之間，北端出口接南灣大馬路，南端接民國大馬路，東側外圍有何鴻燊博士大馬路。名稱源自村內原有用作把牡蠣殼燒成白灰為建材的火爐，該村約於16世紀被葡萄牙人侵佔，至1910年時村莊正式消失，後來設有公園、學校等，周邊亦改建為住宅至今，對出的海岸今也已被填平。

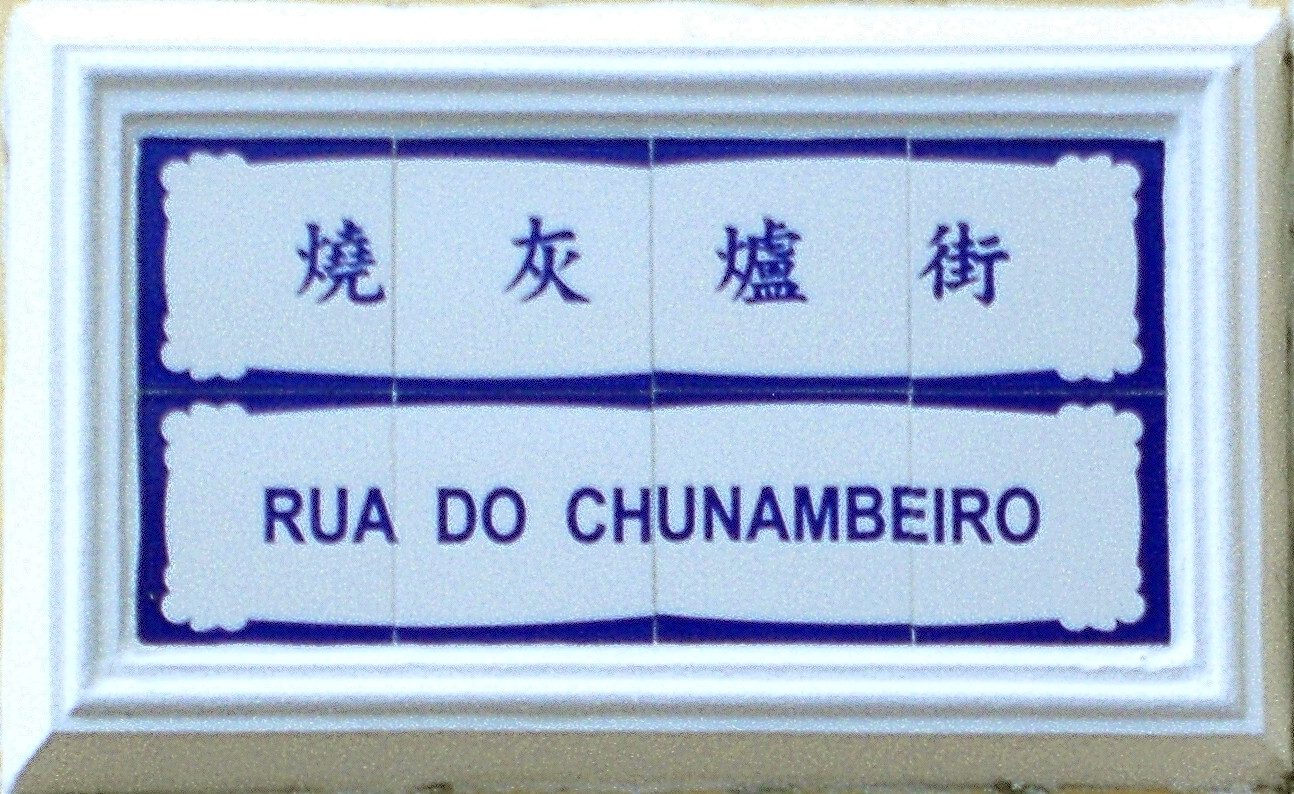
燒灰爐街之街名路牌

## 歷史沿革

### 源起
昔日燒灰爐村原為淺灘一片，村內居住的多為漁民蜑戶，建有數十間平房，在平房附近設有售賣漁獲的茅寮，茅寮外還結有火爐。村民除以捕魚維生外，由於淺灘的沙堆上不時有鮮蠔和蛤蜆隱現，故村民在早晚潮汐時，試圖在水中採蜆，據《百尺樓詩稿》「南環所見」便有如此記載：「晨光漸熹微，水落魚梁淺。砂磧岸邊浮，蛋婦忙採蜆」。捕獲的蠔蜆被取肉後，剩下的貝殼則被堆起來，堆到一定數量後放到火爐燒成白灰，白灰可以作為建築材料，故當時也有建築商在此村採購建材，自此村民便有多一條維持生計之道。「燒灰爐」也因而得名。

### 被佔
1557年，明朝政府批准葡萄牙人在澳門南灣興建工廠；後來葡人便借故佔領該村，驅逐村裏的漁民，茅寮及火爐亦被拆毁，並陸續興建磚屋。據《澳門租界圖說》稱：「媽閣原有圍牆為界，界邊有媽祖閣廟，其附近有小村名：竹仔室、燒灰爐等，皆為漁民所居，後被侵佔。」

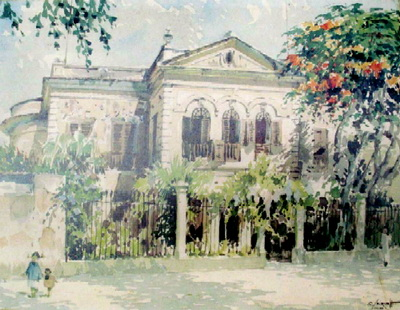
1945年俄羅斯畫家喬治·史密羅夫（George Smirnoff）筆下的西灣街大洋房建築，當時還未為利瑪竇學校

明天啟年間（1621年－1627年），因為荷蘭攻打澳門，葡萄牙人為了抵禦荷蘭人的來犯，在今灰爐斜巷東端南側的山麓上修建炮台，此即為今天的燒灰爐炮台；又由於需要大量建材來修建，是故葡人在燒灰爐村西北面的山頭開採花崗岩石。採石的工作是聘請華人來做的，而這些華工被安置於村內，使燒灰爐村頓時成為了工匠聚居的村落。

### 拆村開路至今
及至清同治年起（1862年起），澳葡政府在南灣沿岸開闢道路，燒灰爐村同時亦逐漸被荒廢。從1889年的澳門地圖中，可見爐灰爐村西南的部份有多條里巷；而中央被劃為建築物的地方，即為建於19世紀初的怡和洋行澳門辦事處和建於1868年的後來作為利瑪竇學校校址的大洋房。1910年，當局在西灣沿岸開闢民國大馬路，同時將燒灰爐村內大部份屋舍清拆，多條里巷亦告取消，村前的淺灘也被用作闢路，自此燒灰爐村正式消失。至1939年，原地建立了一個兒童遊樂場。

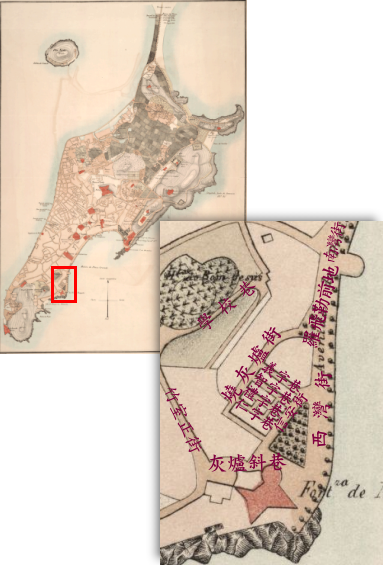
1889年澳門地圖中的燒灰爐村
（粗體字為屬於村內的街道）
圖中的南灣街即今南灣大馬路，義字巷即今公園街；而西灣街、羅飛勒前地、義字巷、仁字巷和智字巷實際上在當時並未見命名。

1955年，澳門私立利瑪竇學校辦學，西灣街的大洋房被作為該校校址，兩年後又在西面的燒灰爐街興建校舍（現已易手予海星中學）。1966年，兒童遊樂場側建有梁文燕培幼院；及後該區周邊陸續建有住宅大廈。1992年南灣填海工程動工，爐灰爐區以東對出海面逐步被填平成馬路，漸漸遠離海岸至今。

## 組成街道

### 現存

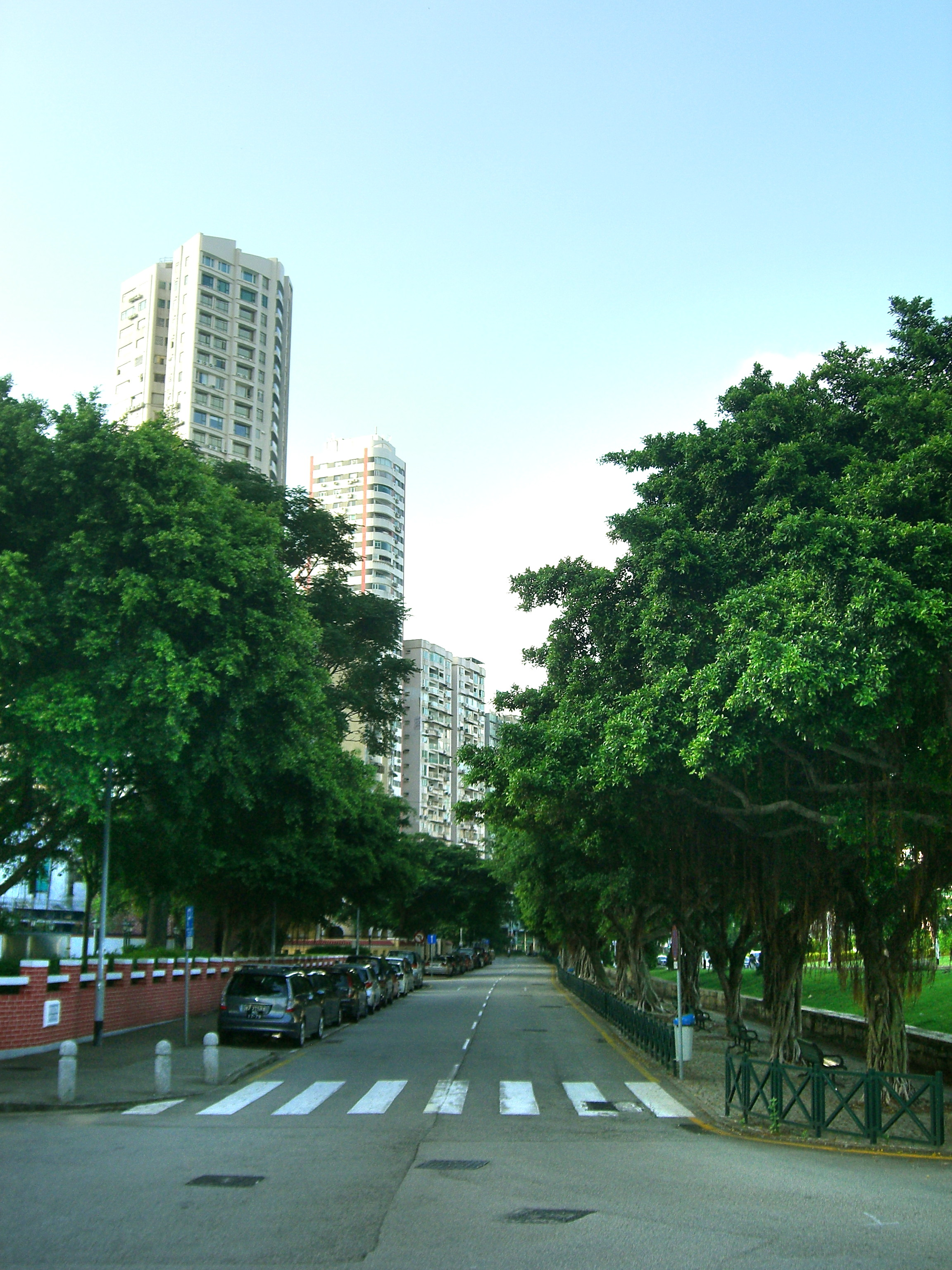
西灣街

羅飛勒前地（又名：燒灰爐口）

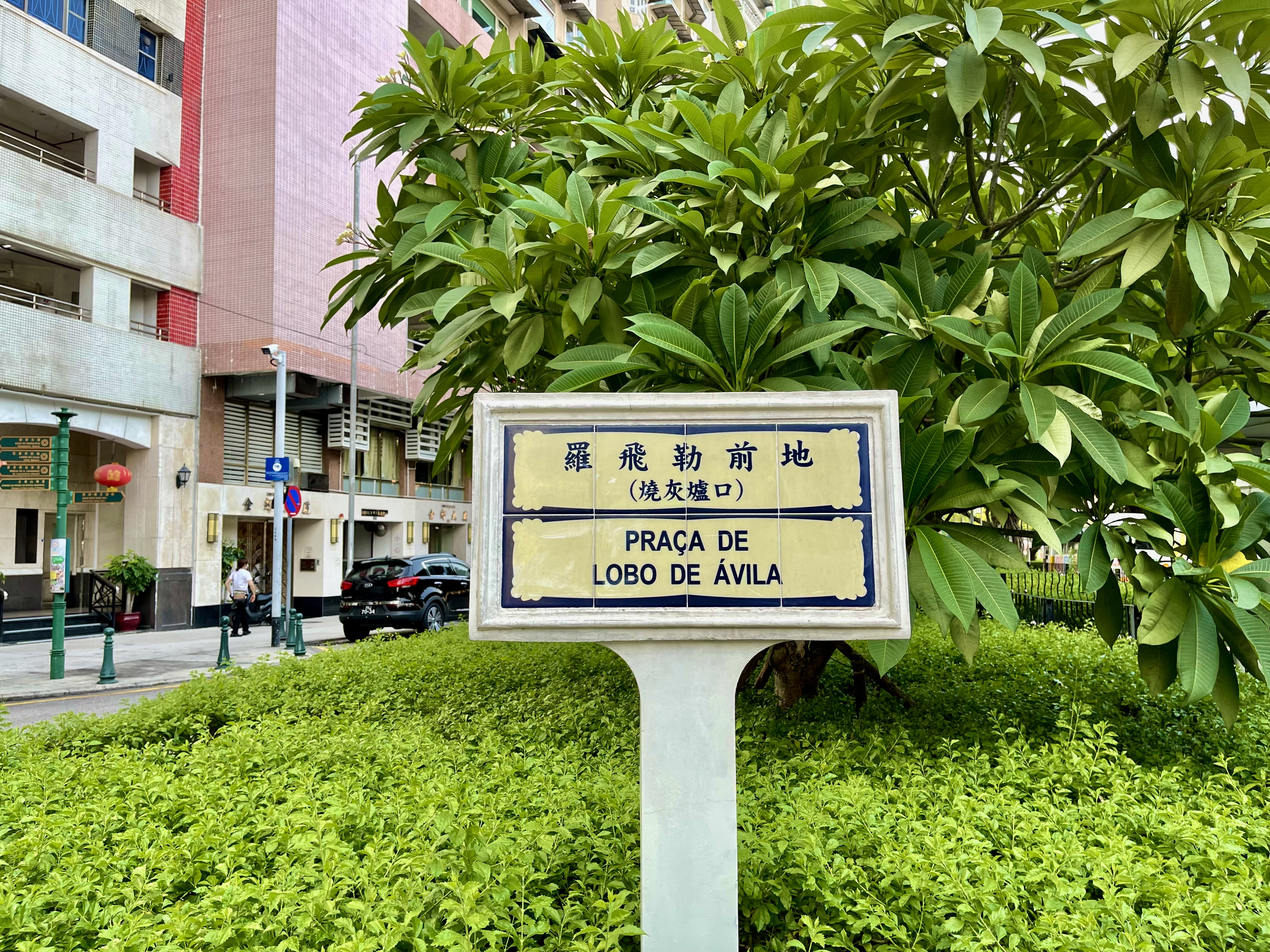
燒灰爐口

是為燒灰爐村北部的一個廣場，東南端接西灣街，西南端接燒灰爐街，西側接有灰爐石級，北端在高樓斜巷連接南灣大馬路。長約105米，闊約29米。這條街道最早見於1905年由澳門市政廳出版的《澳門市街道名冊》中。
街道葡文名稱中的取自第89任澳門總督亞威拉（José Maria Lobo de Ávila）全名的最後三個字，中文名稱「羅飛勒」則是該字以澳葡官方的譯法並配以中國人姓名的文法來組合（「羅」取譯自，而「飛勒」則取譯自）。亞威拉於1874年至1876年間出任澳門總督。
燒灰爐口在2000年代初時曾設有露天茶座，但今已不存。
燒灰爐街

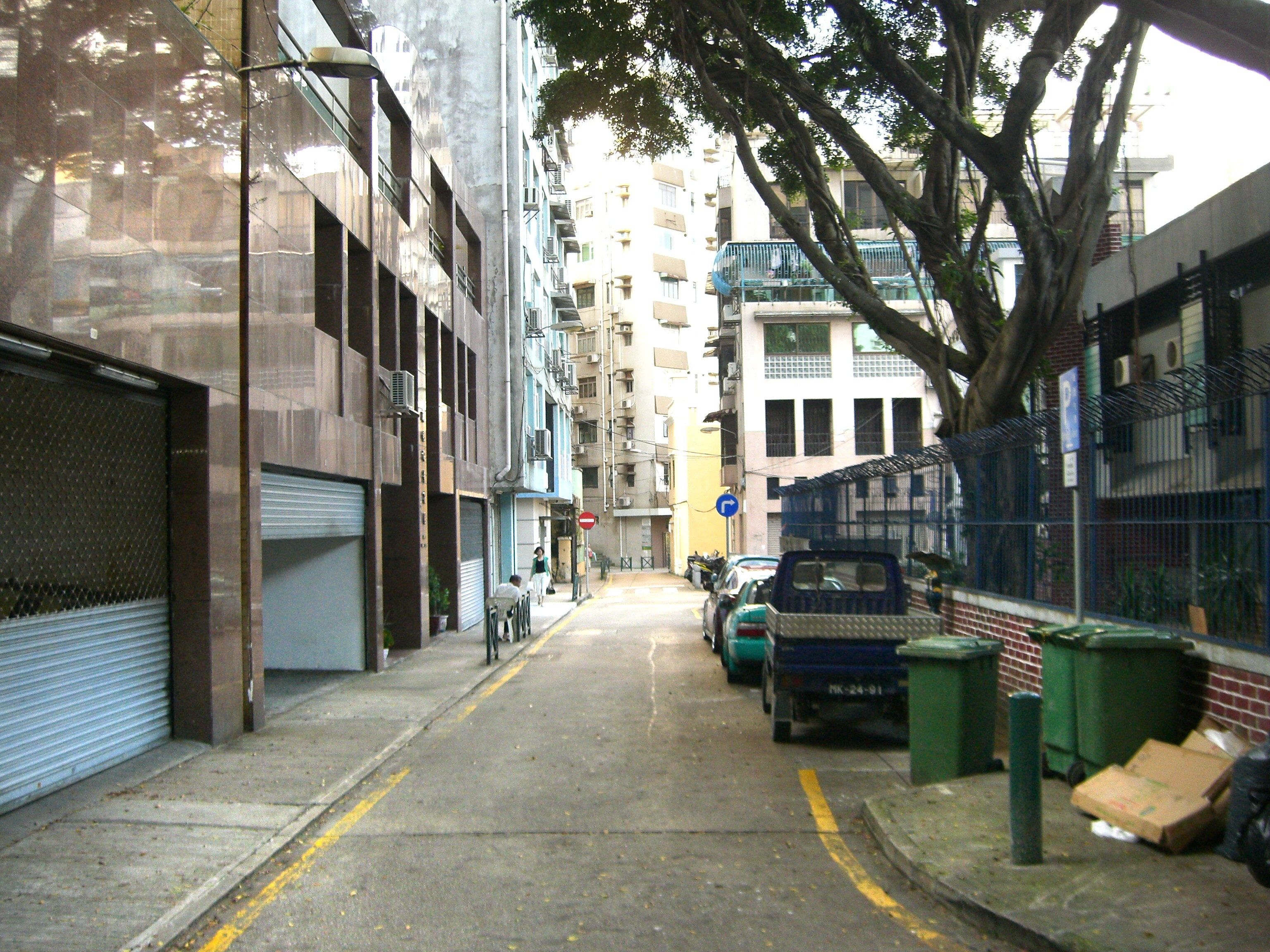
燒灰爐街

位於燒灰爐村西北邊，是一條蜿蜒曲折的街道。東北端由羅飛勒前地起，向西南伸展與灰爐石級、公園街相交，並在梁文燕培幼院西角向東南轉折，再在燒灰爐公園向西南轉至灰爐斜巷止。長約185米，闊約8米。官方命名於1869年7月26日。
灰爐石級

坐落在燒灰爐村西北部，它的東北端由一段梯級接羅飛勒前地，西南端則分成兩支，向南的一支又有梯級接燒灰爐街，向西的一支則為掘頭路。所有路段總長約57米，闊約4米。官方命名於1869年7月26日。
灰爐斜巷

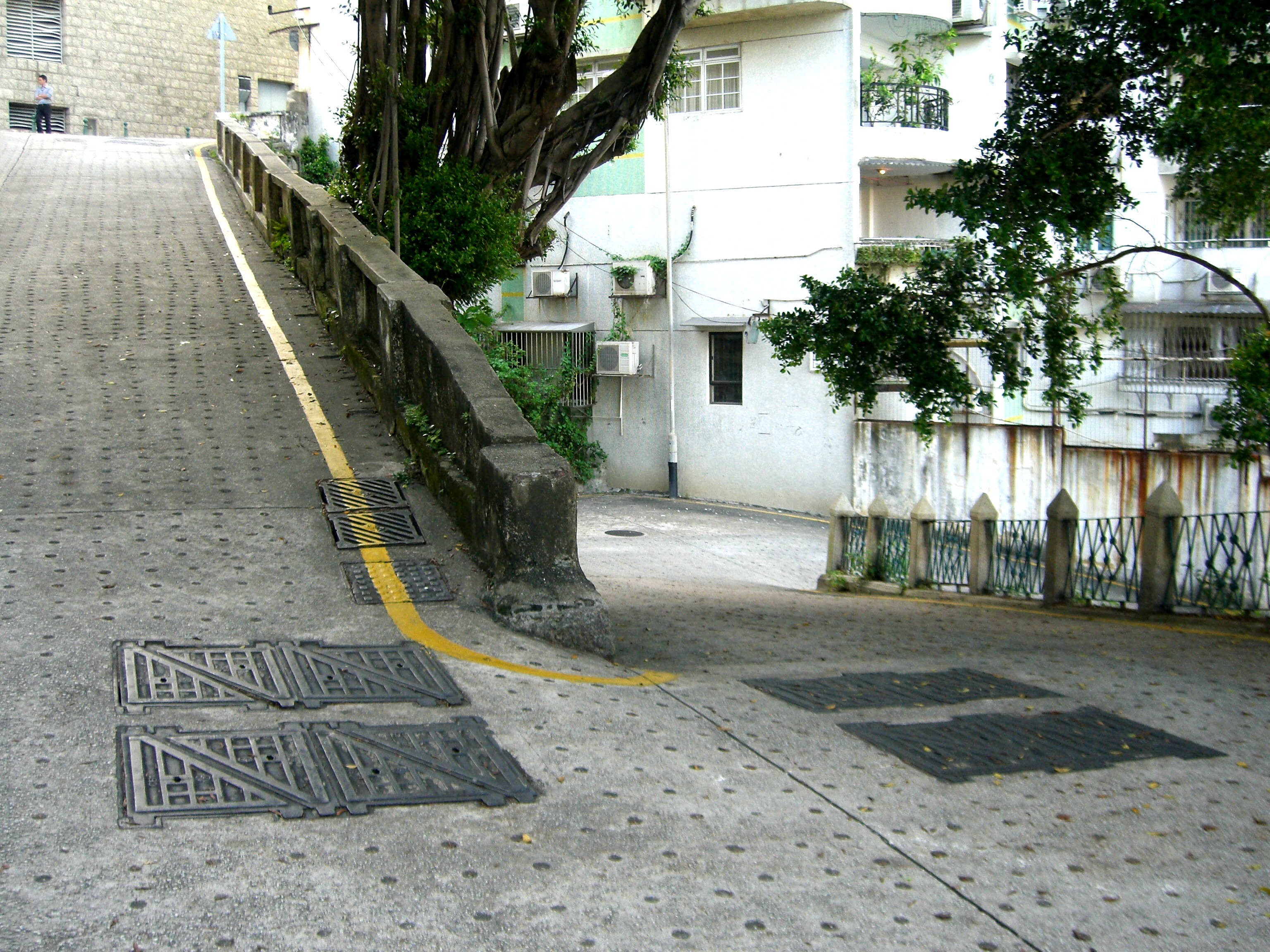
灰爐斜巷

地處燒灰爐村南邊，西端在竹室正街與高可寧紳士街交界，向東斜落與燒灰爐街相交，止於西灣街與民國大馬路交界，其中竹室正街與燒灰爐街的部份由兩個髮夾彎組成。全長約160米，闊約7米。與灰爐石級同日命名。
公園街
位於羅飛勒前地與灰爐斜巷之間，東南端由西灣街起向西北至燒灰爐街止。長約72米，闊約7米。在1905年由澳門市政廳出版的《澳門市街道名冊》中，這條街道被記為「義字巷（Travessa da Emenda）」；1955年1月8日澳門議事會決議改為今名，同月1月15日刊登憲報實施。
街道名稱中的「公園（Parque）」所指的是位於街道東南端的燒灰爐公園。
西灣街
在燒灰爐村東邊，南端在灰爐斜巷連接民國大馬路，沿途與公園街相交，北端連接羅飛勒前地。長約135米，闊約13米。這條街道最早見於1905年由澳門市政廳出版的《澳門市街道名冊》中。

### 已消失
大樹圍
在燒灰爐街附近，實際位置不清楚。最早見於1905年由澳門市政廳出版的《澳門市街道名冊》中。
金多里
在燒灰爐街附近，實際位置亦不清楚。官方命名於1869年7月26日。
信安街
位於義字巷（即今公園街）附近，燒灰爐街與西灣街之間。官方命名於1869年7月26日。按照1889年澳門地圖所示，大概即今燒灰爐公園西北側，東北端在義字巷近西灣街交界，西南端至燒灰爐街。
智字巷
座落在燒灰爐街與西灣街之間，最早見於1905年由澳門市政廳出版的《澳門市街道名冊》中。按照1889年澳門地圖所示，應該是位於義字巷西南面並與之平行，西北由燒灰爐街起向東南至信安街。
智字里
地處燒灰爐街附近，實際位置不清楚，可能位於今燒灰爐公園內。官方命名於1869年7月26日。
義字里

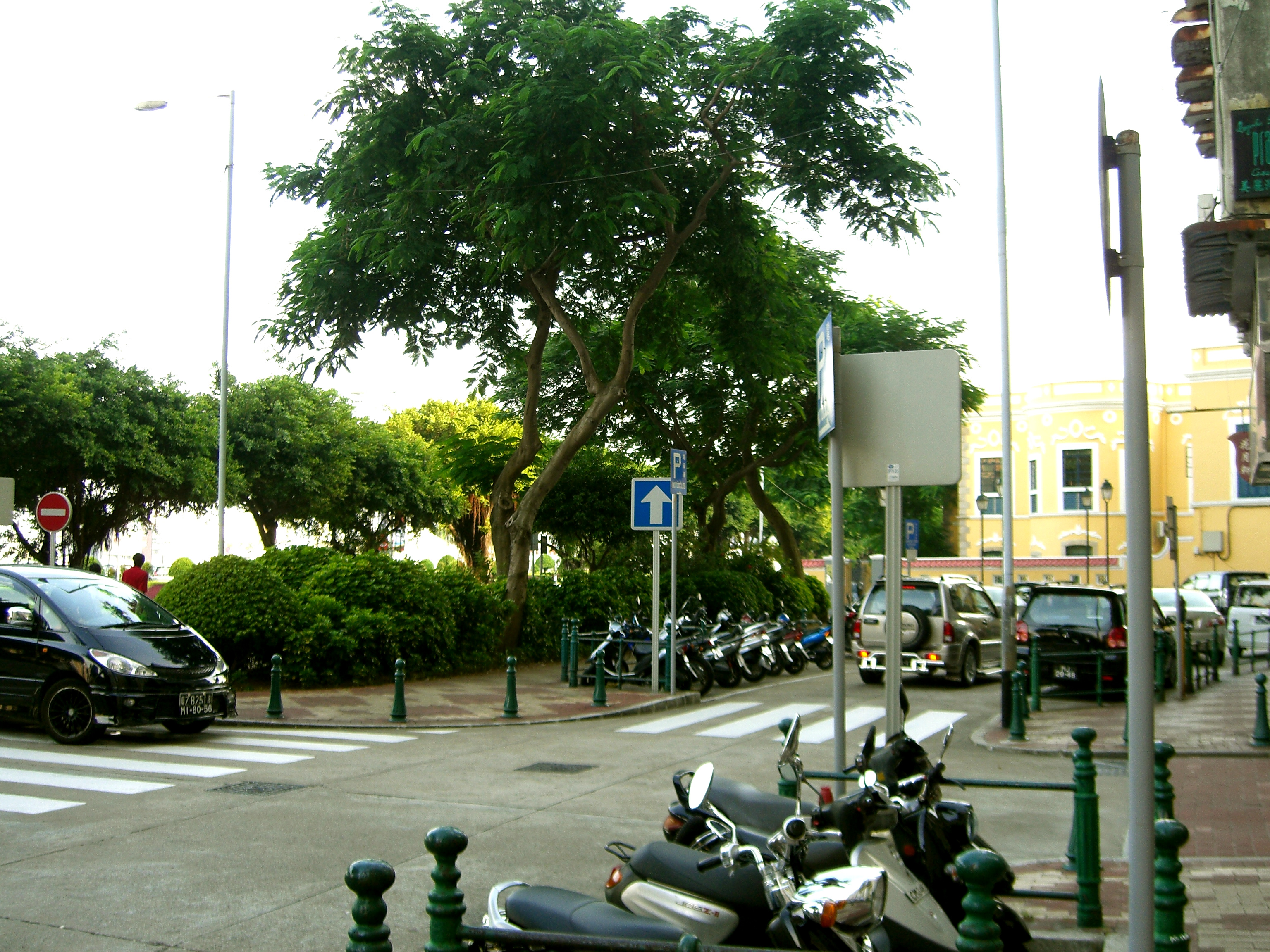
羅飛勒前地（燒灰爐口）

位於智字巷附近，但實際位置不詳，最早見於1925年由澳門市政廳出版的《澳門街名壹覽表》中。
禮字巷
座落在燒灰爐街與西灣街之間，官方命名於1869年7月26日。按照1889年澳門地圖所示，應該是位於仁字巷與智字巷之間，西北由燒灰爐街起向東南至信安街。
禮字里
位於智字巷附近，但實際位置不詳。最早見於1905年由澳門市政廳出版的《澳門市街道名冊》中。
仁字巷
座落在燒灰爐街與西灣街之間，最早見於1905年由澳門市政廳出版的《澳門市街道名冊》中。按照1889年澳門地圖所示，應該是位於禮字巷西南面並與之平行，西北由燒灰爐街起向東南至信安街。
仁字里
在燒灰爐街附近，實際位置亦不清楚。最早見於1905年由澳門市政廳出版的《澳門市街道名冊》中。
利字里
地處燒灰爐街與西灣街之間，但實際位置不詳，已為燒灰爐公園佔去。官方命名於1869年7月26日。

## 區內地點
- 燒灰爐炮台：在灰爐斜巷與民國大馬路交界處西南側的山麓上，至少在1622年時已經存在，作用是以炮火防備澳門內港遭受敵侵；1892年被荒置[參⁠ 24]，1992年被列入《澳門文物名錄》[參⁠ 25]。
- 燒灰爐公園：位於燒灰爐街、灰爐斜巷與西灣街之間，初建於1939年，1996年重建為現時的模樣。裏面包括兒童遊樂場和提供小童用電動轎車租借的模擬交通路場。[參⁠ 9]
- 梁文燕培幼院：座落在燒灰爐街與公園街交界處南側，成立於1966年，為玫瑰道明傳教女修會屬下的一所的收容所，收容孤兒和遇家庭問題的兒童。[參⁠ 10]
- 澳門私立利瑪竇學校大樓：在西灣街、燒灰爐口與燒灰爐街之間，建於1868年；1955年利瑪竇學校創校時由當時的天主教澳門教區主教高德華撥給作為校址[參⁠ 8]；1992年大樓被列入《澳門文物名錄》[參⁠ 25]。
- 怡和房屋：地處西灣街與公園街交界處北側，建於19世紀初，曾作為英國駐華商務監督行邸[參⁠ 7]和怡和洋行澳門辦事處[參⁠ 26]；1992年被列入《澳門文物名錄》[參⁠ 25]。

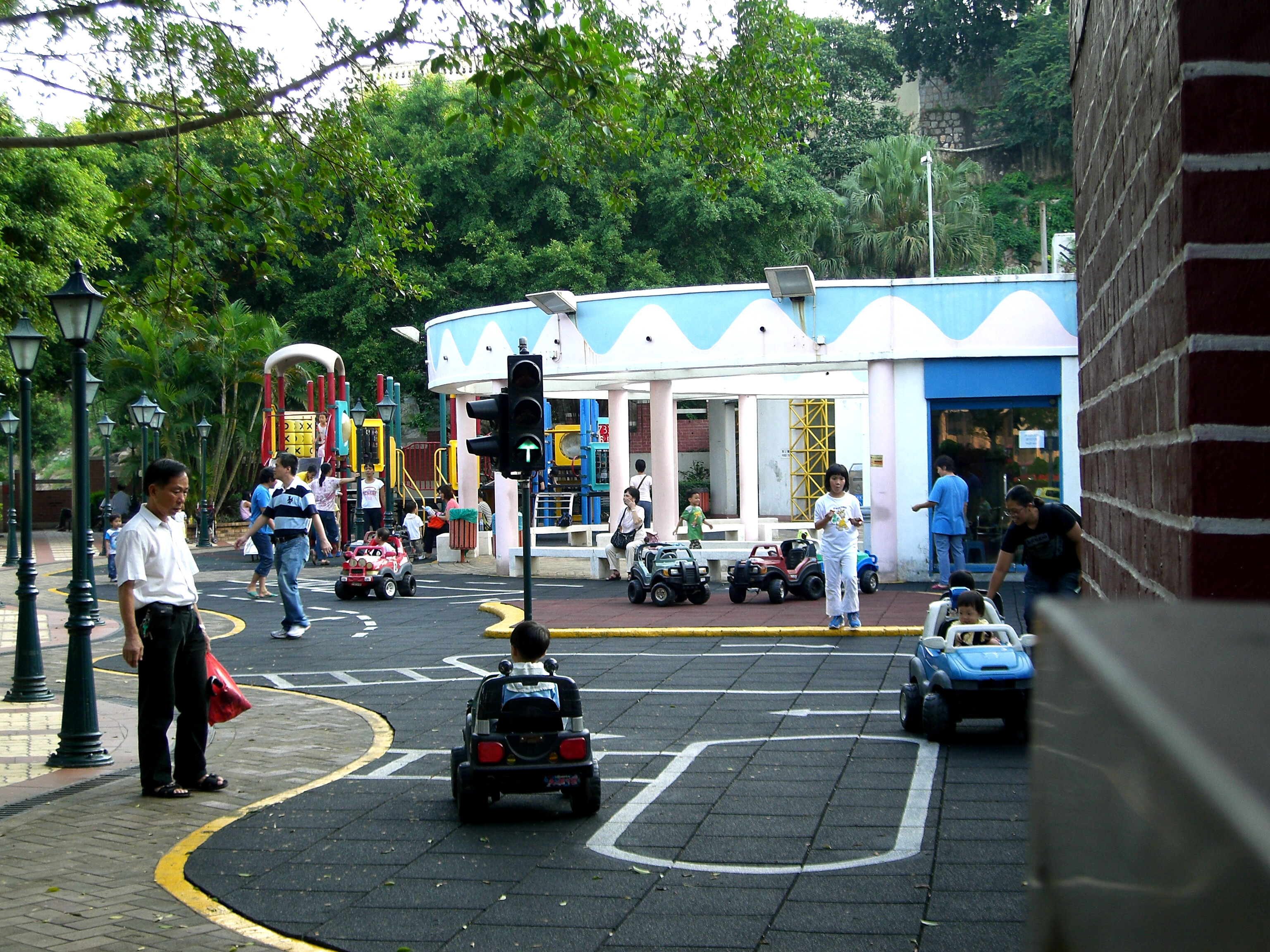
燒灰爐公園
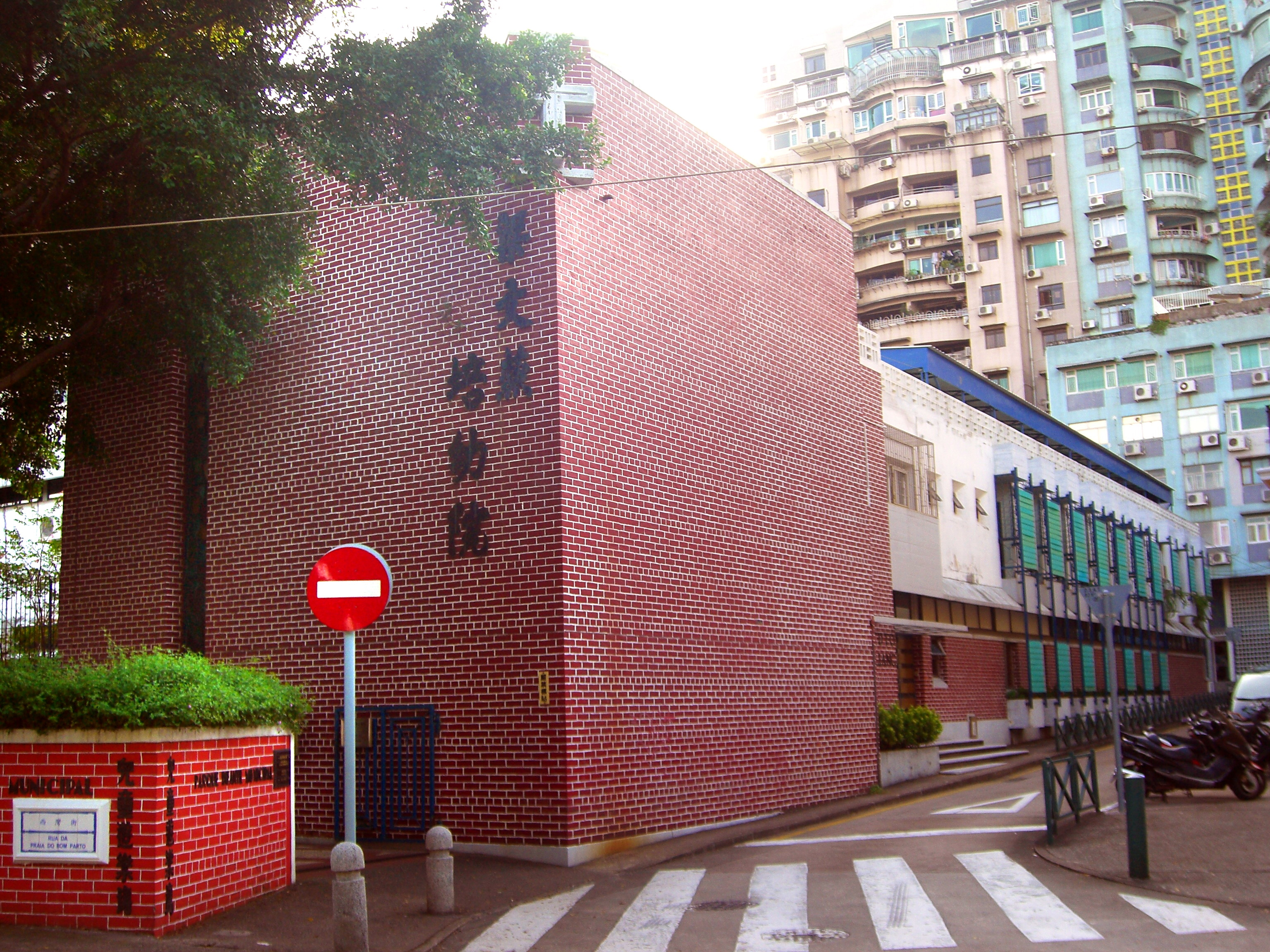
梁文燕培幼院
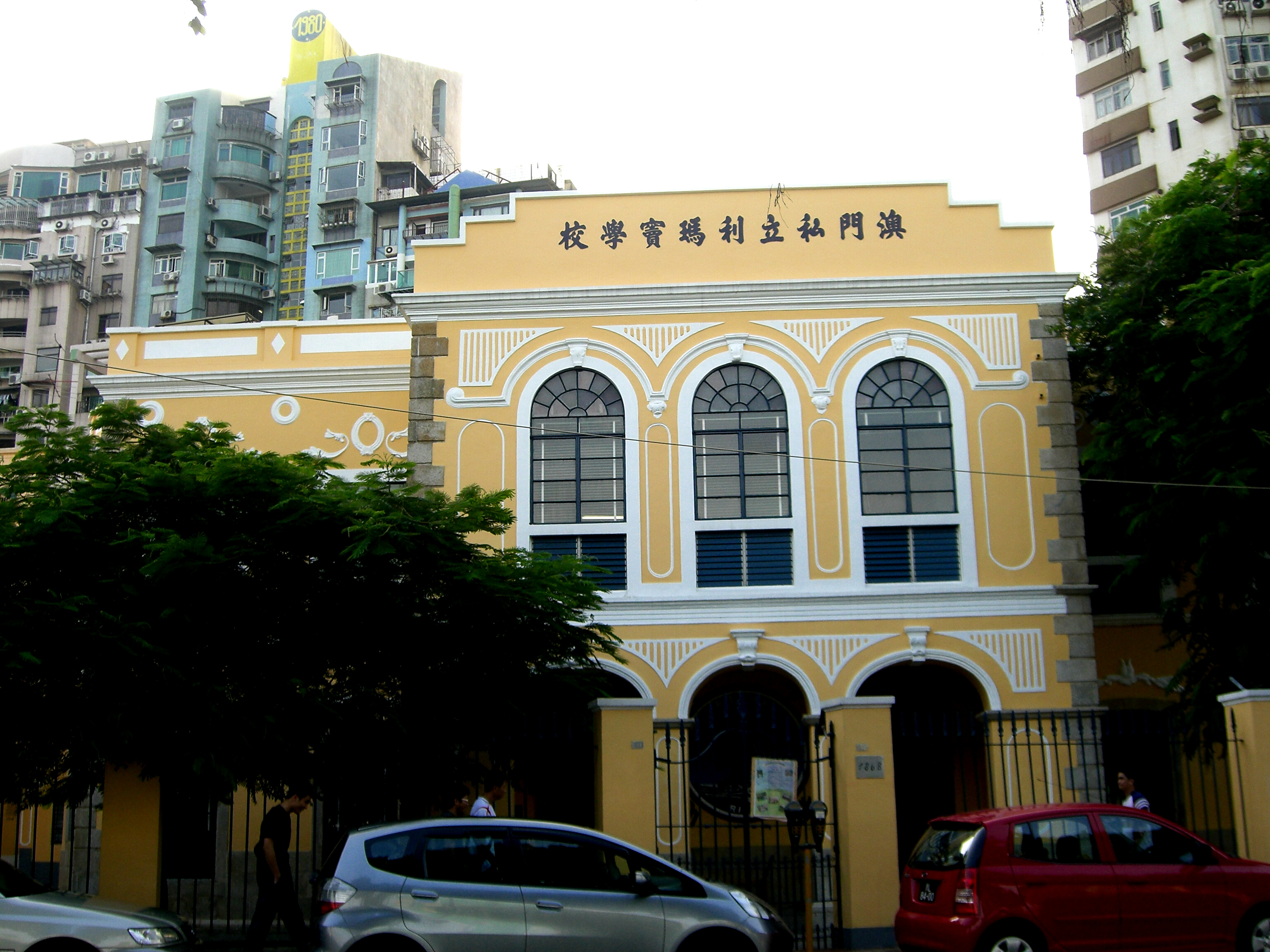
利瑪竇學校大樓
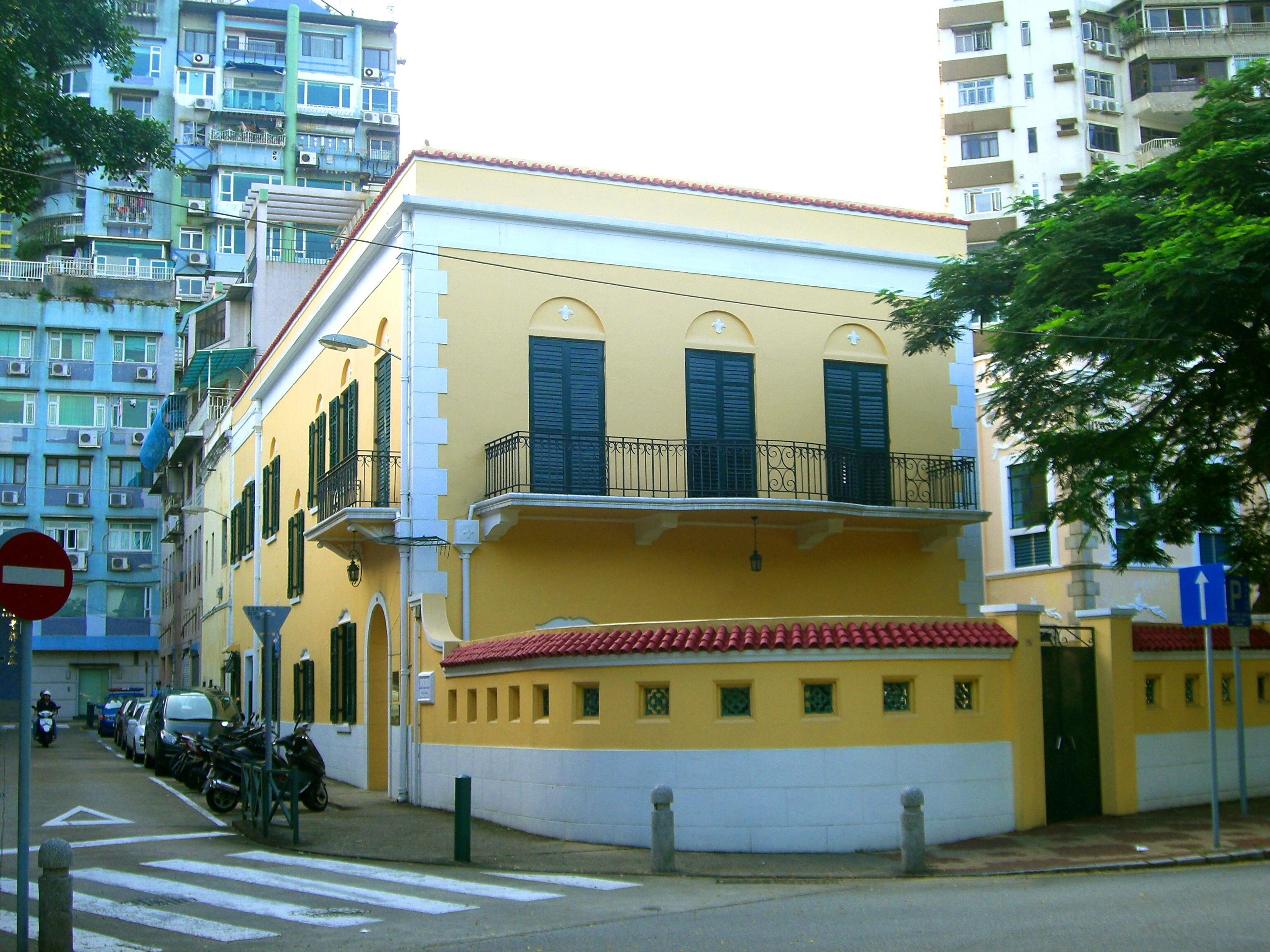
怡和房屋

## 公共交通
公共巴士
- 澳巴：6B、18、23、28B、N2
- 新福利：9、9A、16、16S、32

## 備註
1. ↑  澳葡將其譯為「羅保」，並只取首個音節——「羅」。
2. ↑  澳葡將其譯為「亞飛勒」，並取後兩個音節——「飛勒」。
3. ↑  葡文名稱意謂「樹木階梯」。
4. ↑  葡文名稱意謂「西灣斜巷」。
5. ↑   註:

- 上文提及的有關街道的長度與寬度如無特別註明均透過澳門地圖繪製暨地籍局發行的軟件——澳門地圖通的量度功能得出。